# Cyperus conglomeratus
Cyperus conglomeratus är en halvgräsart som beskrevs av Christen Friis Rottbøll. Cyperus conglomeratus ingår i släktet papyrusar, och familjen halvgräs.

## Underarter
Arten delas in i följande underarter:
- C. c. conglomeratus
- C. c. curvulus
- C. c. pachyrrhizus